# Sötningsmedel

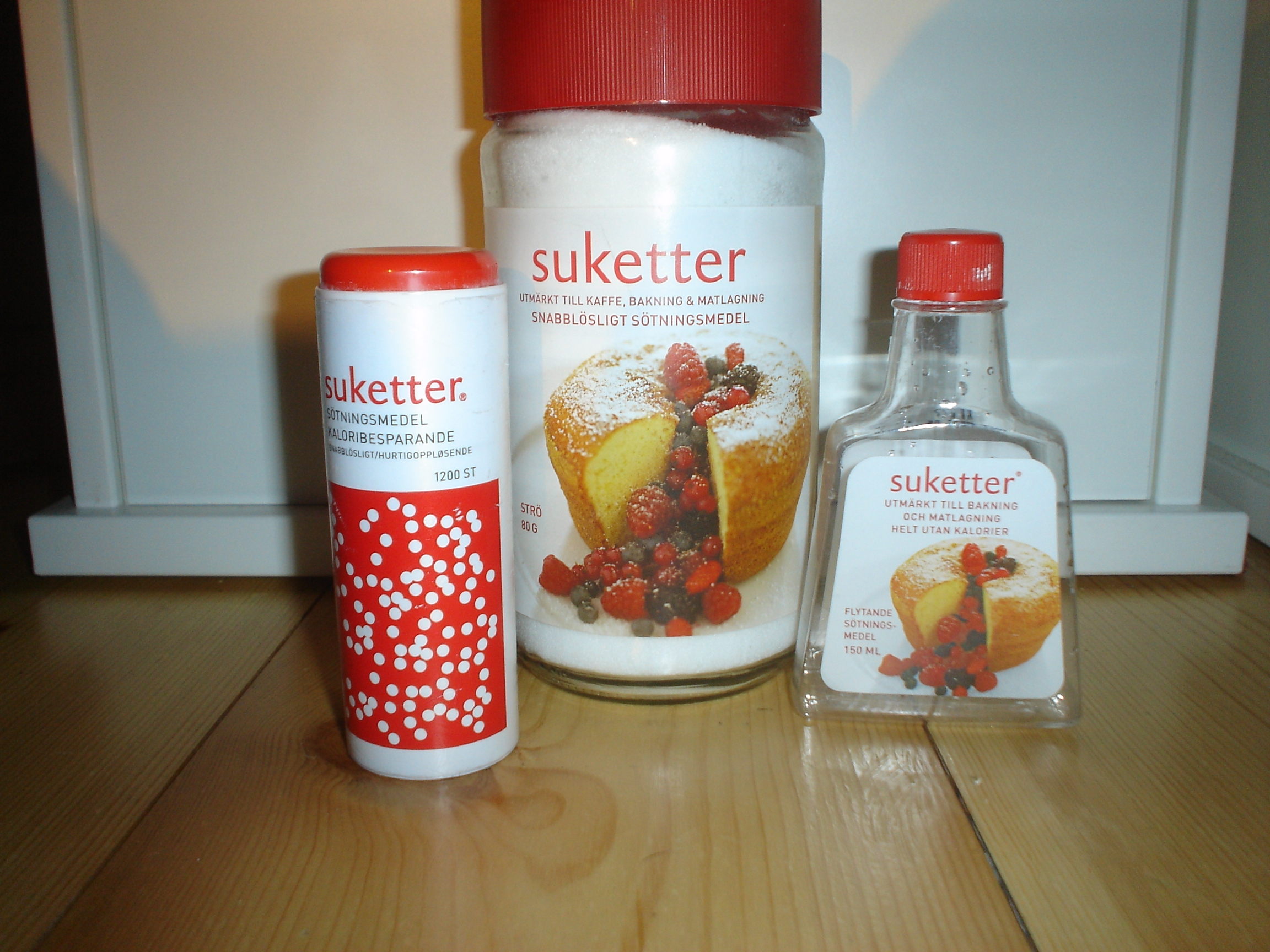
Suketter, handelsnamn för cyklamat och sackarin. Här som strösötningsmedel, sötningstabletter och sötningsdroppar.

Molekylstrukturen hos sötningsmedlet sukralos

Sötningsmedel är samlingsnamnet på substanser som åstadkommer sötma, men vanligtvis inte socker och andra sockerarter, utan naturliga eller artificiella (konstgjorda) alternativ. Sötningsmedel säljs både separat och ingår som sötningstillsats i livsmedel.
De flesta av de sötningsmedlen med färre kalorier per gram än socker förekommer naturligt och är så kallade sockeralkoholer. Exempel på dessa är sorbitol, erytritol och maltitol. Exempel på artificiella sötningsmedel är aspartam och sackarin. Örten sötflockel (Stevia rebaudiana) har marknadsförts som naturligt sötningsmedel för att den utvinns från växtriket, men sötningsmedlet innehåller även syntetiska tillsatser och framställs genom kemisk raffinering, och får inte marknadsföras som "från naturliga källor" enligt en dom i Förvaltningsrätten i Stockholm.
Sötningsmedel har E-nummer mellan 950 och 969.

## Användning
Sötningsmedel används huvudsakligen för att ge sötma i olika livsmedel, bland annat högprocessad skräpmat. Vissa bulksötningsmedel har dock även en fuktbindande effekt varför de ofta kan ingå i kosmetika och hudkrämer.
I många livsmedel ersätts socker helt eller delvis med andra sötningsmedel för att minska kaloriinnehållet och/eller för att minska risken för fetma och karies. Även i hemmen ersätts ibland vanligt socker med sötningsmedel i matlagning och bakning.
Artificiella sötningsmedel är användbara vid diabetes, då den drabbade måste reglera sitt sockerintag. Dessa sötningsmedel ger varken energi eller något insulinsvar (läst 2011).
Sötningsmedel i handeln förekommer förutom i ren ströform även som bitsocker, tabletter och sirap. Artificiella sötningsmedel har ofta handelsnamn, såsom Hermesetas och Suketter. Naturliga sötningsmedel, såsom sockeralkoholer, säljs sällan i handeln i ren form utan förekommer främst i färdiga livsmedelsprodukter.

## Sötning
Artificiella sötningsmedel är ofta marknadsförda som ”kalorifria”, vilket egentligen är felaktigt, speciellt när det kommer till sötningsmedel i ströform. I och med att artificiella sötningsmedel är så koncentrerade behövs volym för att de skall kunna brukas, vilket bland annat specialbehandlat dextros och maltodextrin används för att ge, som hjälpämnen. Båda dessa ämnen är kolhydrater och ger precis som andra kolhydrater 4 kilokalorier per gram, och det är huvudsakligen dessa som står för kalorimängden i artificiella sötningsmedel, vilket är nära densamma som mängden i vanligt socker per 100 gram. Detta skall dock ses mot bakgrund att den färdiga blandningen är mycket lätt, vilket innebär att 100 gram sockerimiterande sötningsmedel motsvarar 1 liter rent socker när det kommer till volym.
Sötningseffekt hos energigivande sötningsmedel (ej honung, fruktos) jämförd med socker (100 procent sötma, 4 kilokalorier per gram)
- Maltitol: 75–90 %, ca 2–3 kcal/g
- Xylitol: 90–100 %, ca 2–3 kcal/g
- Isomalt: 55 %, ca 2 kcal/g
- Sorbitol: 65 %, ca 2–3 kcal/g
- Laktitol: 35 %, ca 2 kcal/g
- Mannitol: 65 %, ca 1,5 kcal/g
- Erytritol: 70 %, ca 0,2 kcal/g
- Tagatose: 92 %, ca 1,5 kcal/g

Sötningseffekt hos icke energigivande sötningsmedel jämförd med socker
- Cyklamat: 30–40 ggr sötma
- Aspartam: 120–180 ggr sötma[9]
- Acesulfam K: 200 ggr sötma[10]
- Steviosid: 250–300 ggr sötma[11]
- Sukralos: 600 ggr sötma[12]
- Sackarin: 400 ggr sötma[13]
- Neohesperidin DC: 1 500 ggr sötma
- Neotam: 7 000–13 000 ggr sötma
- Alitam: 2 000 ggr sötma

## Historia
Sackarin framställdes första gången 1879 och patenterades året efter som ett alternativ till det då dyrare sockret, för att sedan komma igen under andra världskrigets ransoneringstider då sackarin i jämförelse var betydligt billigare att framställa.
I och med att sötningsmedel är billigare att framställa än vanligt socker insåg livsmedelsföretag tidigt fördelarna med produktionen – det började bli väldigt populärt att ersätta socker i och med samhällsproblemet med bland annat diabetes och övervikt – varför många nya sötningsmedel togs fram. Några exempel är cyklamat som kom under 1950-talet och aspartam som introducerades som Nutrasweet i Diet Coca-Cola år 1981.
Många sötningsmedel har olika egenskaper, därför är framställningen av dem inriktad på att uppnå ett optimalt användningsutbud.

## Hälsoeffekter
Studier har hittills (2023) gett begränsade säkra slutsatser och det finns även en oenighet om vilka studier som ger bäst resultat.
I Sverige och en rad andra länder är alla produkter med konstgjorda sötningsmedel märkta med texten ”Innehåller sötningsmedel” på förpackningarna så att konsumenten själv kan göra sitt val, och speciella riktlinjer har utfärdats för konsumenter, bland annat kan diabetiker hålla sig inom ett speciellt gränsvärde för att optimera säkerheten.
Produkter med över 10 % sockeralkoholer per 100 gram ska märkas med att överdriven konsumtion kan ha laxerande verkan. Den laxerande effekten beror på att kroppen tar upp sötningsmedlet långsamt och ofullständigt, vilket lämnar vatten i tarmarna.
Personer med fenylketonuri, PKU, ska undvika att få i sig aspartam.
Vissa sötningsmedel är bättre för tänderna eftersom de inte sänker pH-värdet, som xylitol.
Livsmedelsverket i Sverige anser att sötningsmedel är säkra som livsmedel med hänvisning till den europeiska myndigheten för livsmedelssäkerhet, Efsa. Det finns även regler för när sötningsmedel får tillsättas i livsmedel.
Världshälsoorganisationen, WHO, gick ut med nya rekommendationer kring sötningsmedel 2023. Där avråds från användning av sötningsmedel för att gå ner i vikt eller undvika sjukdomar. Näringsexperter har kritiserat den typen av observationsstudier. Enligt WHO behöver människor överväga andra sätt att minska intaget av socker, till exempel genom att äta mat med naturligt förekommande sockerarter, som frukt, eller osötad mat och dryck. Ungefär samtidigt kom en studie från Frankrike som indikerar att vissa sötningsmedel kan leda till ökad risk för hjärtsjukdomar. Efsa såg i samband med det en anledning att genomföra en översyn av säkerheten med alla godkända sötningsmedel.

### Kroppsvikt
Flera översiktsarbeten har dragit slutsatsen att associationen mellan kroppsvikt och kalorifria sötningsmedel är inkonsekvent och oavgjord, då observationsstudier tenderar att påvisa en koppling till hög kroppsvikt, medan randomiserade kontrollerade studier i stället påvisar ett visst orsakssamband till viktminskning.
Andra översiktsarbeten drar slutsatsen att användningen av kalorifria sötningsmedel i stället för socker leder till minskad kroppsvikt.

### Jämförelse med socker
Översiktsarbeten och dietistförbund har dragit slutsatsen att ett rimligt intag av icke-näringsgivande sötningsmedel som en ofarlig ersättning till socker kan hjälpa en att begränsa energiintaget och assistera en i hanteringen av blodsocker och vikt.

## Naturliga och artificiella sötningsmedel

### Naturliga
De naturliga sötningsmedlen, vissa även kallade bulksötningsmedel, återfinns i naturen och flera utvinns industriellt, till exempel ur naturligt förekommande växter. Sackaros (socker) är mest energirikt med 4 kilokalorier per gram, medan sockeralkoholerna generellt innehåller omkring hälften trots att de ger samma konsistens och volym som socker, förutom att karamellisering uteblir. Många sockeralkoholer erhåller trots detta endast delvis av sockrets sötma.
Naturliga sötningsmedel, förutom steviosid, är inte att rekommendera till diabetiker,[källa behövs] eftersom även dessa i viss mån påverkar blodsockernivån, även om deras påverkan på diabetiker inte är lika uttalad som till exempel vid sockerintag.
Steviosid, som återfinns i plantan sötflockel (Stevia rebaudiana) och inte är någon sockeralkohol, utan en glykosid, har dock samma starka sötningseffekt som många artificiella sötningsmedel.
Vissa av dessa sötningsmedel, till exempel sorbitol, ingår även i vissa hudkrämer och kosmetika eftersom de även kan ha en fuktbindande effekt.
Energigivande naturliga sötningsmedel
- Socker (sackaros, sukros)
- Fruktsocker (fruktos, druvsocker)
- Honung
- Erytritol
- Isomalt (E 953)
- Laktitol (E 966)
- Maltitol, maltitolsirap (E 965)
- Mannitol (E 421)
- Sorbitol, sorbitolsirap (E 420)
- Tagatose
- Xylitol (E 967)

Icke energigivande naturliga sötningsmedel
- Steviosid (från sötflockel)
- Neohesperidindihydrochalkon (E 959)
- Taumatin (E 957)

### Artificiella
Dessa sötningsmedel är alla framställda på syntetisk väg och förekommer inte i naturen i sin nuvarande form. Högst naturliga substanser sätts ihop på konstgjord väg och bildar ett nytt, sött ämne (exempelvis aspartam är sammansatt av asparginsyra, fenylalanin och metanol, och sukralos framställs genom en modifiering av sackarosmolekylen, som ökar sackarosens sötningspotens starkt).
Alla artificiella sötningsmedel har framställts för att ge en mycket stor sötningseffekt (utom sackarin, vars sötningspotens upptäcktes av en slump), och kan vara tiotals, hundratals eller tusentals gånger sötare än vanligt socker.
De flesta i denna grupp av sötningsmedel har trots sötman inga som helst likheter med sockrets molekylstruktur, sukralos undantaget.
Artificiella sötningsmedel använda i Sverige
- Acesulfamkalium (E 950)
- Aspartam (E 951)
- Cyklaminsyra, cyklamater (E 952)
- Natriumcyklamat
- Sackarin (E 954)
- Sukralos (E 955)

Övriga
- Neotam
- Alitam